# مؤسسة وسيط المملكة
مؤسسة وسيط المملكة ("ديوان المظالم سابقا") هي مؤسسة دستورية مغربية مستقلة إداريا وماليا، مختصة في الدفاع عن الحقوق الناشئة عن النزاعات القائمة بين الإدارة والمرتفقين والمساهمة في ترسيخ سيادة القانون وإرساء مبادئ العدل والإنصاف وقيم التخليق والشفافية في تدبير الإدارات والمؤسسات العمومية والجماعات الترابية والهيئات التي تمارس صلاحيات السلطة العمومية، يرأسها السيد حسن طارق
تم إحداث المؤسسة بموجب الظهير الملكي رقم 25-11-1 الصادر في 12 ربيع الآخر 1432 الموافق ل17 مارس 2011؛ فيما يحدد اختصاصها ومهامها الظهير الملكي رقم 43-19-1 الصادر في 4 رجب 1440 الموافق ل11 مارس 2019 الخاص بإعادة تنظيم المؤسسة تنفيذا للقانون رقم 16-14 المتعلق بمؤسسة الوسيط تطبيقا لأحكام الفصلين 162 و171 من الدستور.
تضم مؤسسة الوسيط 11 جهة إدارية لتلقي الشكايات موزعة على مناطق المملكة، منها أربع مندوبيات جهوية مقسمة بين أربع جهات (جهة العيون الساقية الحمراء، جهة فاس مكناس، جهة طنجة تطوان الحسيمة، جهة الدار البيضاء سطات) وأربع نقاط اتصال مقسمة بين أربع جهات (جهة الشرق، جهة سوس ماسة، جهة مراكش آسفي، جهة بني ملال خنيفرة بالإضافة إلى الإدارة المركزية في الرباط.

## الإطار القانوني
- نص عليها الفصل 162 من الدستور الحالي للمملكة لسنة 2011.[5]
- ينظمها القانون رقم 14-16 الصادر سنة 2019.

## الاختصاصات
- تختص المؤسسة في:
- النظر في مخالفات الإدارة المخالفة لمبادئ الانصاف والعدالة.
- تلقي التظلمات والقيام بالتحريات والابحاث بشانها.
- الوساطة بين الإدارة والمرتفقين.
- التواصل بين الإدارة والمرتفقين.
- المساعدة على تنفيذ الصعوبات.

## قائمة المراجع
1. ↑  "ديوان المظالم في المغرب". zidni3ilma.arabepro.com. مؤرشف من الأصل في 2022-10-18. اطلع عليه بتاريخ 2022-10-18.
2. ↑  الدستور(النسخة الكاملة) الفصل 162 (فاتح يوليوز 2011) المتعلق بالمؤسسة نسخة محفوظة 2023-06-15 على موقع واي باك مشين.
3. ↑  القانون رقم 16-14 المتعلق بمؤسسة الوسيط. نسخة محفوظة 2023-06-15 على موقع واي باك مشين.
4. ↑  لائحة الأشخاص المكلفين بتلقي الطلبات ومعالجتها نسخة محفوظة 2023-06-15 على موقع واي باك مشين.
5. ↑  MarocDroit.com. "ديوان المظالم بالمغرب في عهد الإسلام". MarocDroit  -  موقع العلوم القانونية (بالإنجليزية). Archived from the original on 2022-10-19. Retrieved 2022-10-18.